# Sasel
Sasel (igual en baix alemany) és un barri del bezirk de Wandsbek a la ciutat estat d'Hamburg a Alemanya.
A la fi del 2017 tenia 23647 habitants sobre una superfície de 8,4 km². És regat pels Alster, Saselbek i Berner Au. No té cap estació pròpia del metro, l'estació més propera a la línia S1 és a Poppenbüttel.

## Història
El primer esment Sasle data del 1296. L'etimologia no és gaire clar: o significa «clariana prop de la pedra» o «clariana del saxons» La pedra seria un bloc erràtic gegantí que hauria sigut un lloc de culte precristiá. El bloc va ser dinamitat vers 1850 per fer-ne llambordes per a la carretera i el pont al Saselbek. El poble és probablement un assentament saxó de l'inici del segle xiii. Al territori actual del barri hi ha hagut el Mellingburg, un burg medieval (segle VIII-IX) damunt un pujol protegit per un meandre de l'Alster. En queda només el topònim i no gaire traces documentals.
Feia part del ducat Holstein-Gottorp, un feu del regne de Dinamarca. El 1864, després de la Guerra dels Ducats Slesvig-Holstein va ser annexionat per Prússia i va ser incorporat al districte de Stormarn. Era un poble agricola de masovers independents. El 1917 tenia 570 habitants. Des del 1917 a poc a poc es va urbanitzar.Quan el 1937 per la Llei de l'àrea metropolitana d'Hamburg del govern nazi, va fusionar amb Hamburg tenia 5800 habitants. Durant el nazisme hi havia una dependència del Camp de concentració de Neuengamme al carrer Feldblumenweg. Les dones van ser explotades per al desembarassament i la construcció de cases. Després de la guerra, la urbanització va continuar i el poble va perdre molt del seu caràcter rural, tot i que queden uns senders agradables per a vianants i ciclistes.

## Llocs d'interès
- El parc natural Hainesch-Iland
- Alte Mühle, antic molí d'aigua a la desembocadura del Saselbek en l'Alster
- La resclosa Mellingburger Schleuse

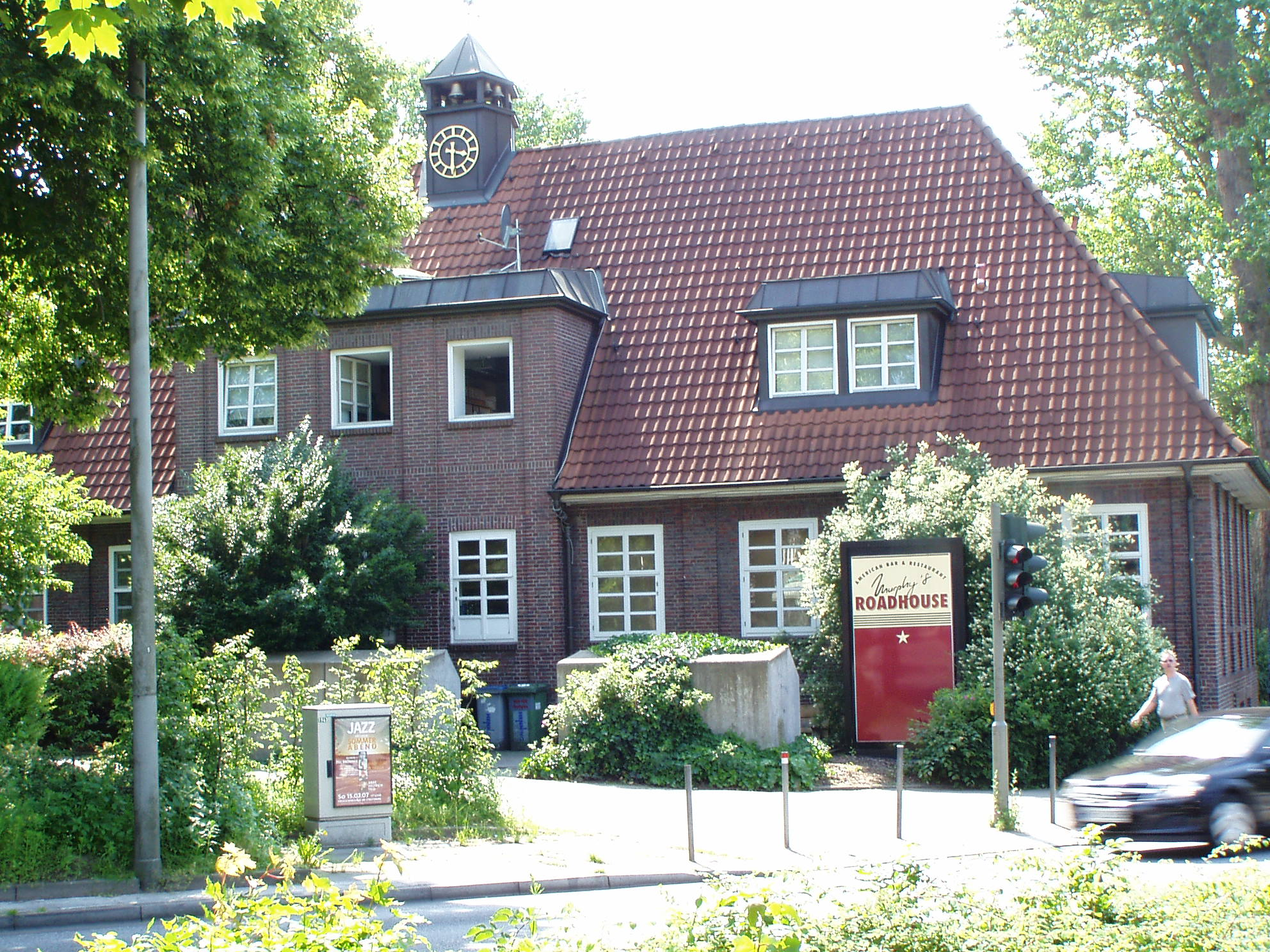
Antic ajuntament
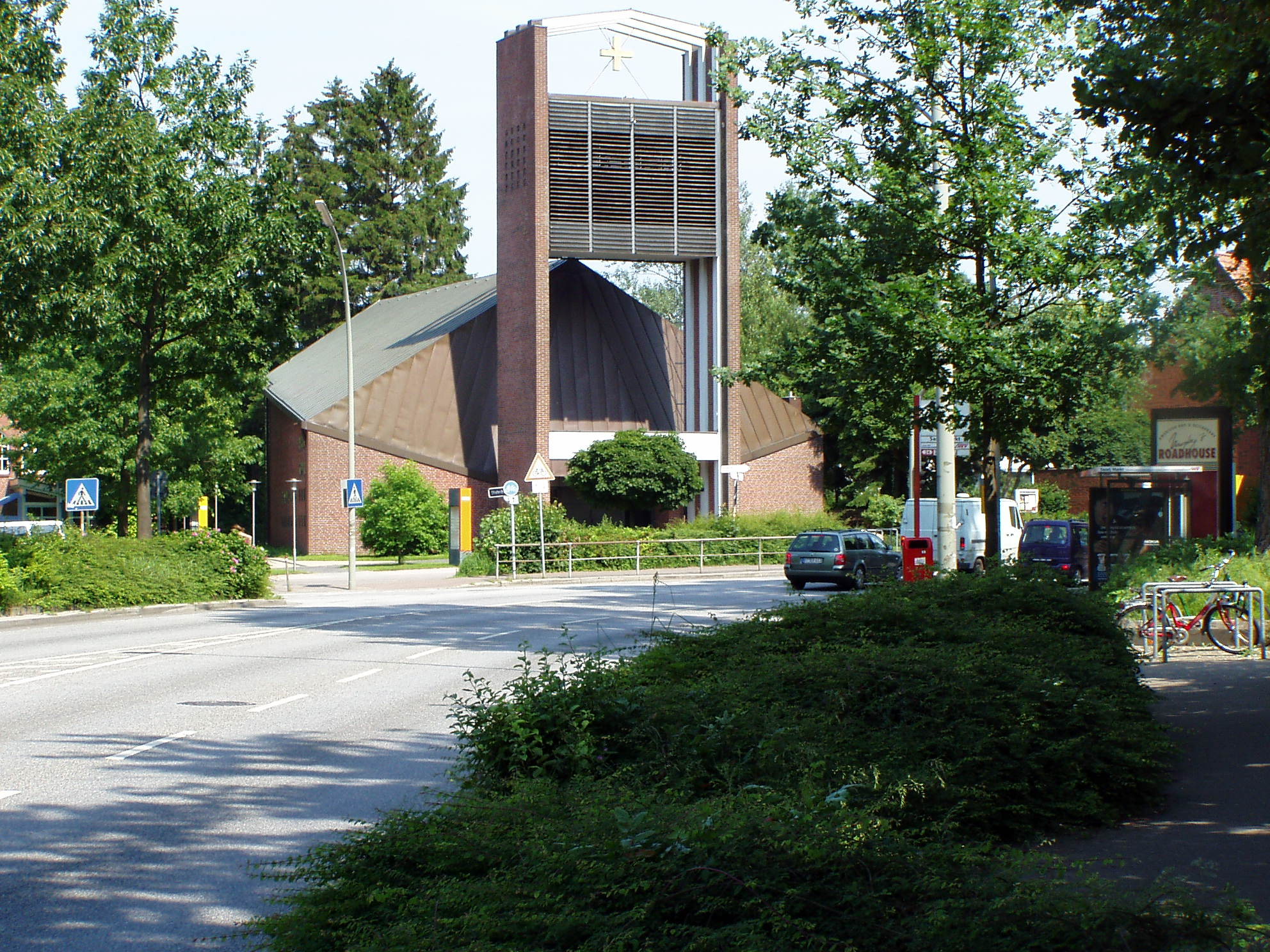
Església Vicelin Arquitectes: Friedhelm Grundmann & Horst Sandtmann
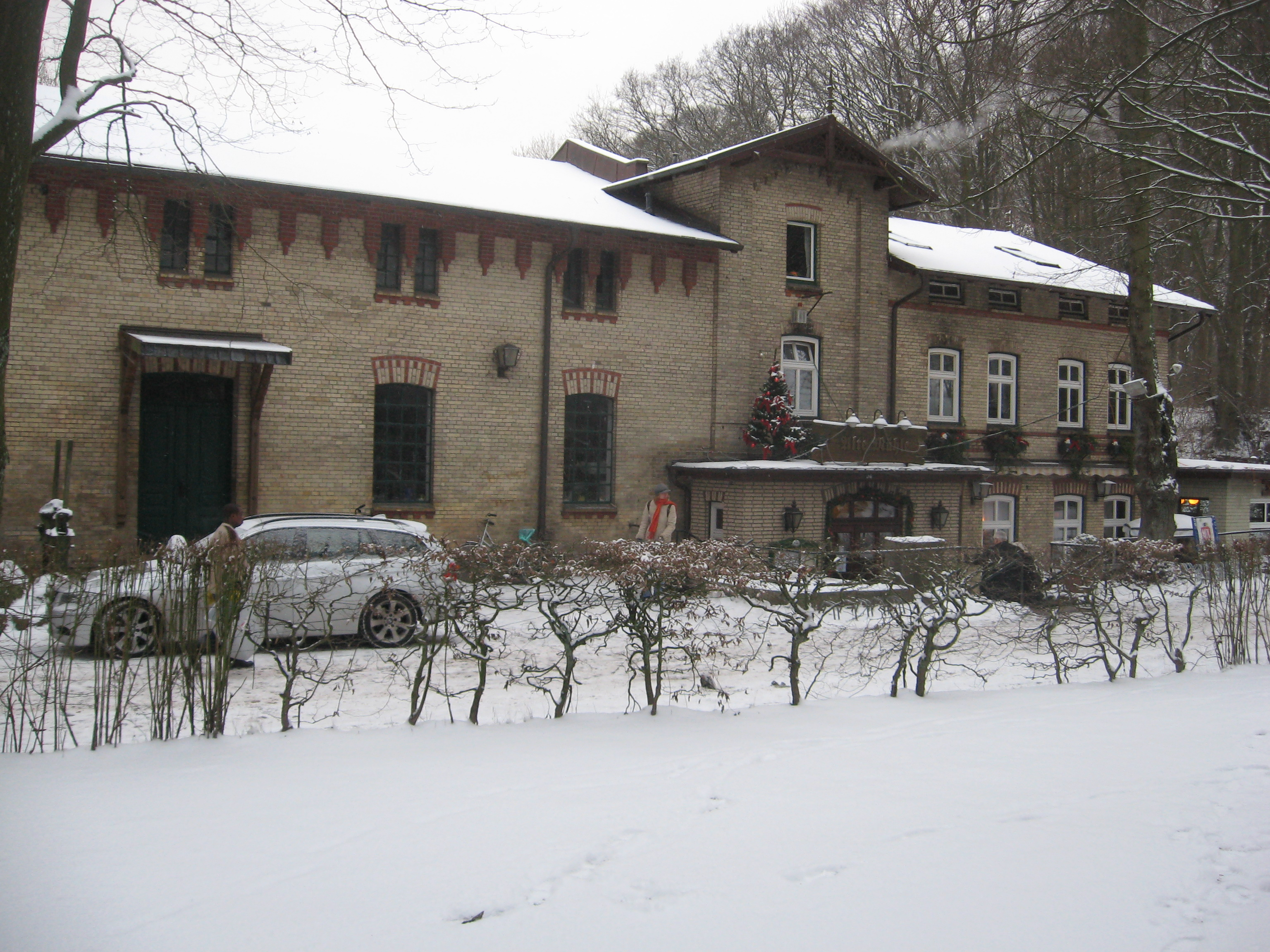
El vell molí (Alte Mühle)